# La liberté ou la mort

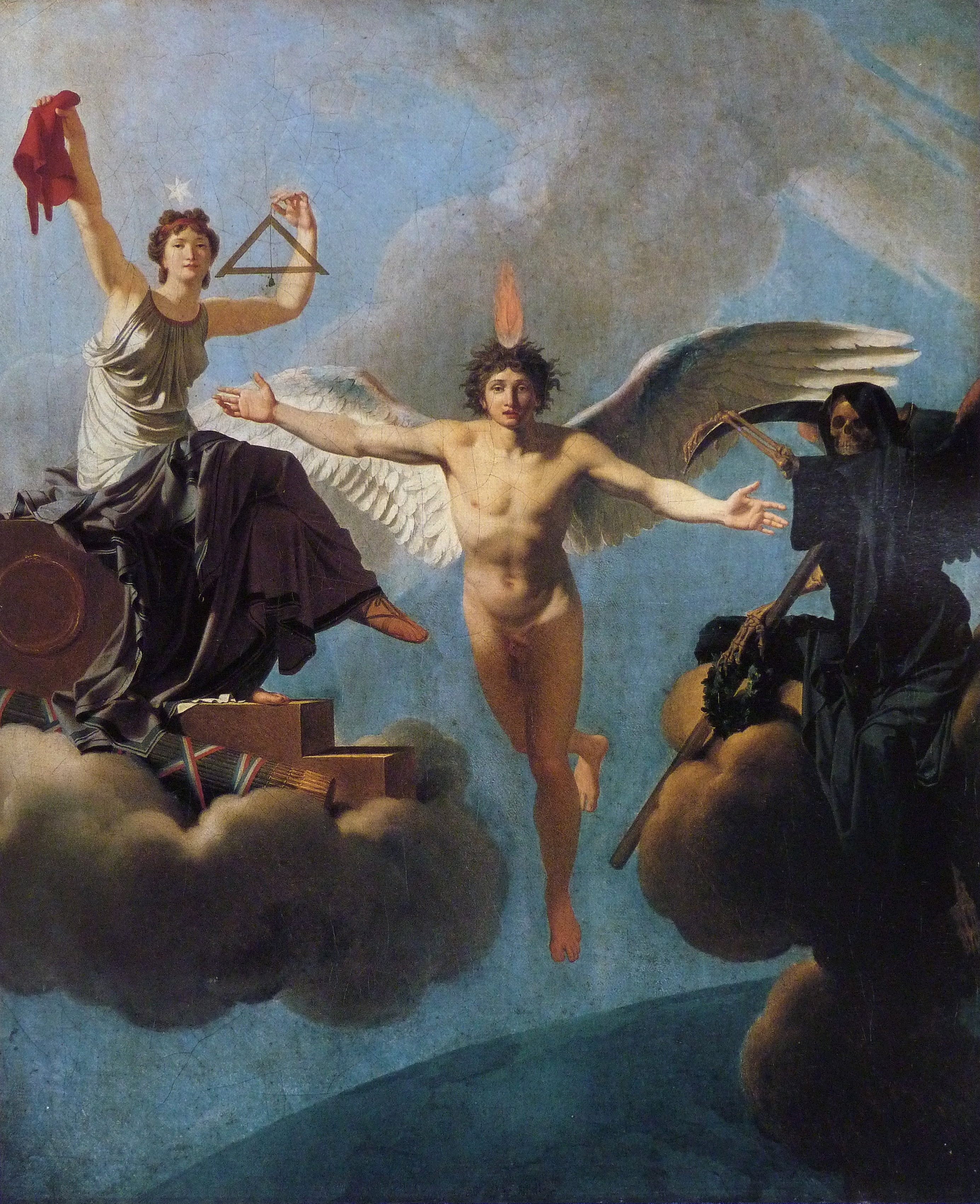
La Liberté ou la mort de Jean-Baptiste Regnault (1795).

La liberté ou la mort est une devise de la Révolution française. Cette devise, comme celle similaire Vivre libre ou mourir, tire son origine d'une part de l'Antiquité gréco-romaine et d'autre part d'expressions similaires utilisées lors de la guerre d'indépendance des États-Unis, notamment la célèbre tirade de Patrick Henry Give me liberty, or give me death! en 1775 .
Cette devise est une possible traduction pour les devises de la Grèce et de Chypre : « Elefthería í thánatos » ainsi que pour la devise de l'Uruguay « Libertad o Muerte ».

## Révolution américaine
L'association fréquente des mots Death et Liberty dans les pièces de Shakespeare ont peut-être inspirés les indépendantistes américains. La devise Liberty or death apparaît dans la tragédie Caton (1712) de Joseph Addison qui rencontra un grand succès dans les colonies américaines et fut traduite en français en 1738. On la trouve aussi dans celle de Benjamin Martyn (qui vécut plusieurs années en Géorgie) Timoléon (1730).

## Révolution française

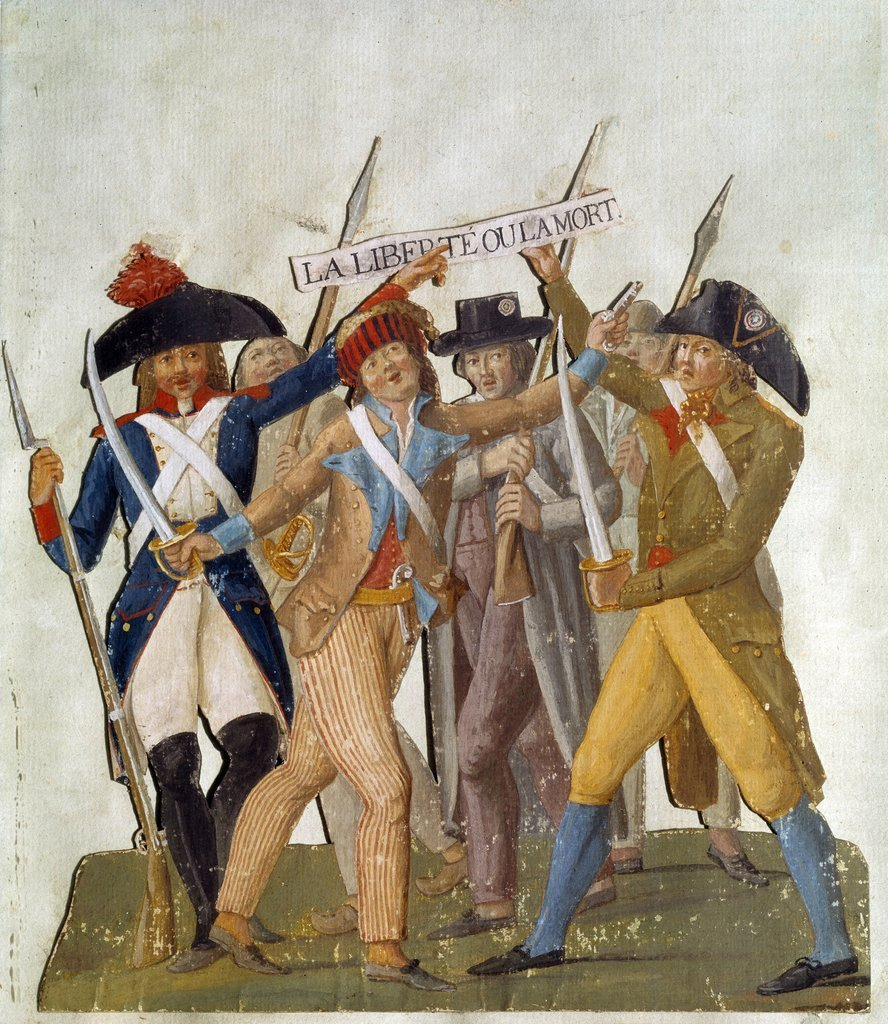
Le Cris français. Des citoyens de tous état se rencontrant dans les rues se réunissoient et poussoient ensemble le terrible cris de la Liberté ou la Mort - Gouache de Jean-Baptiste Lesueur

Dès avant la Révolution, le futur girondin Jacques Pierre Brissot reprend l'expression dans son Testament politique de l'Angleterre (1780) .